# Go Oiwa
Go Oiwa (大岩 剛, Oiwa Go, Shizuoka, 23 juni 1972) is een Japans voormalig voetballer en huidig voetbaltrainer.

## Carrière
Go Oiwa speelde tussen 1995 en 2010 voor Nagoya Grampus Eight, Júbilo Iwata en Kashima Antlers. Nadat hij eerst assistent-trainer was, werd hij in 2017 hoofdtrainer van Kashima Antlers. Met de club won hij de AFC Champions League 2018.

## Japans voetbalelftal
Go Oiwa debuteerde in 2000 in het Japans nationaal elftal en speelde 3 interlands.

## Statistieken
| Japans voetbalelftal | Japans voetbalelftal | Japans voetbalelftal |
| Jaar                 | Wed.                 | Dlp.                 |
| -------------------- | -------------------- | -------------------- |
| 2000                 | 3                    | 0                    |
| Totaal               | 3                    | 0                    |